# Arrondissement de Schwäbisch Hall
L'arrondissement de Schwäbisch Hall est un arrondissement (« Landkreis » en allemand) de Bade-Wurtemberg (Allemagne) situé dans le district (« Regierungsbezirk » en allemand) de Stuttgart. Son chef-lieu est Schwäbisch Hall.

## Villes, communes et communautés d'administration
(nombre d'habitants en 2006)
| Städte 1. Crailsheim (32 864) 2. Gaildorf (12 538) 3. Gerabronn (4 512) 4. Ilshofen (6 104) 5. Kirchberg an der Jagst (4 429) 6. Langenburg (1 835) 7. Schrozberg (6 036) 8. Schwäbisch Hall (36 604) 9. Vellberg (4 304) Verwaltungsgemeinschaften et Gemeindeverwaltungsverbände 1. Gemeindeverwaltungsverband "Braunsbach-Untermünkheim" mit Sitz in Braunsbach; Mitgliedsgemeinden: Braunsbach und Untermünkheim 2. Vereinbarte Verwaltungsgemeinschaft der Stadt Crailsheim mit den Gemeinden Frankenhardt, Satteldorf und Stimpfach 3. Gemeindeverwaltungsverband "Fichtenau" mit Sitz in Fichtenau; Mitgliedsgemeinden: Fichtenau und Kreßberg 4. Vereinbarte Verwaltungsgemeinschaft der Stadt Gerabronn mit der Stadt Langenburg 5. Gemeindeverwaltungsverband "Ilshofen-Vellberg" mit Sitz in Ilshofen; Mitgliedsgemeinden: Städte Ilshofen und Vellberg sowie Gemeinde Wolpertshausen 6. Gemeindeverwaltungsverband "Limpurger Land" mit Sitz in Gaildorf; Mitgliedsgemeinden: Stadt Gaildorf sowie Gemeinden Fichtenberg, Oberrot und Sulzbach-Laufen 7. Gemeindeverwaltungsverband "Oberes Bühlertal" mit Sitz in Obersontheim; Mitgliedsgemeinden: Bühlertann, Bühlerzell und Obersontheim 8. Gemeindeverwaltungsverband "Brettach/ Jagst" mit Sitz in Rot am See; Mitgliedsgemeinden: Stadt Kirchberg an der Jagst sowie Gemeinden Rot am See und Wallhausen 9. Vereinbarte Verwaltungsgemeinschaft der Stadt Schwäbisch Hall mit den Gemeinden Michelbach an der Bilz, Michelfeld und Rosengarten | Gemeinden 1. Blaufelden (5 355) 2. Braunsbach (2 388) 3. Bühlertann (3 141) 4. Bühlerzell (2 068) 5. Fichtenau (4 585) 6. Fichtenberg (2 889) 7. Frankenhardt (4 800) 8. Kreßberg (3 914) 9. Mainhardt (5 636) 10. Michelbach an der Bilz (3 465) 11. Michelfeld (3 599) 12. Oberrot (3 752) 13. Obersontheim (4 815) 14. Rosengarten (5 229) 15. Rot am See (5 180) 16. Satteldorf (5 284) 17. Stimpfach (3 072) 18. Sulzbach-Laufen (2 582) 19. Untermünkheim (3 016) 20. Wallhausen (3 582) 21. Wolpertshausen (2 009) |